# Ralf Leßmeister
Ralf Leßmeister (* 1967 in Landstuhl) ist ein deutscher Politiker (CDU). Er ist seit dem 9. Dezember 2017 Landrat des Landkreises Kaiserslautern in Rheinland-Pfalz. Zuvor war er von 2014 bis 2017 Ortsbürgermeister seiner Heimatgemeinde Hütschenhausen (Landkreis Kaiserslautern).

## Leben
Ralf Leßmeister legte sein Abitur 1986 am Staatlichen Gymnasium Landstuhl ab und absolvierte anschließend von 1986 bis 1987 seinen Grundwehrdienst bei der Bundeswehr (Heer) in Idar-Oberstein bzw. Kusel. Nachfolgend studierte er bis 1990 an der Fachhochschule für öffentliche Verwaltung in Mayen, die er als Diplom-Verwaltungswirt (FH) abschloss.
Von 2006 bis 2008 studierte er Soziale Arbeit an den Hochschulen Fulda sowie RheinMain (Wiesbaden) und erreichte den akademischen Grad Master of Arts (M.A.).
In der Kreisverwaltung des Landkreises Kaiserslautern war er von 1991 bis 1994 Sportreferent, von 1995 bis 2012 Leiter des Fachbereichs „Jugendhilfe, Kindertagesstätten und Sport“, von 2003 bis 2012 stellvertretender Leiter der Abteilung „Jugend und Soziales“, danach verantwortete er als Abteilungsleiter die Bereiche „Ordnung, Verkehr und Schulen“ (2012–2016) und nachfolgend „Jugend und Soziales“ (2016–2017), bis er nach seiner Wahl die Aufgaben des Landrats übernahm.
Freiberuflich war er von 2005 bis 2018 als Dozent für Jugendhilfe beim Kommunalen Bildungswerk in Berlin und von 2009 bis 2014 als Lehrbeauftragter an den Hochschulen Fulda und Koblenz, Fachbereich Sozialwesen beschäftigt.
Leßmeister ist verheiratet und hat zwei Kinder.

## Politik
Nach den Kommunalwahlen in Rheinland-Pfalz 2014 wurde er am 8. Juli 2014 ehrenamtlicher Ortsbürgermeister der Ortsgemeinde Hütschenhausen. Bei der Direktwahl am 25. Mai 2014 war er mit einem Stimmenanteil von 51,9 % in dieses Amt gewählt worden, das er bis Dezember 2017 ausübte.
Da der bisherige Landrat Paul Junker (CDU) Ende 2017 seinen Ruhestand antreten wollte, nominierte die Kreis-CDU im Jahr zuvor Ralf Leßmeister als Kandidat für die anstehende Neuwahl. Bei der Stichwahl am 15. Oktober 2017 konnte er sich mit einem Stimmenanteil von 53,2 % gegen seinen Konkurrenten Martin Müller (SPD) durchsetzen, nachdem bei der Direktwahl am 24. September 2017 keiner der ursprünglich drei Bewerber eine ausreichende Mehrheit erreichen konnte. Leßmeister trat sein Amt am 9. Dezember 2017 an, nachdem er am Vortag von seinem Vorgänger Paul Junker ernannt worden war. Mit der Amtsübernahme konnte Leßmeister aufgrund gesetzlicher Vorgaben nicht weiter als Ortsbürgermeister von Hütschenhausen fungieren, da er als Landrat auch die Aufgabe der unmittelbaren Kommunalaufsicht über alle Ortsgemeinden des Kreises ausübt. Seine bisherige Position musste daher durch eine Wahl neu besetzt werden.

## Nebentätigkeiten
- Verwaltungsratsvorsitzender der Sparkasse Kaiserslautern
- Verbandsvorsteher des Zweckverbands der Sparkasse Kaiserslautern
- Verwaltungsratsvorsitzender der Zentralen Abfallwirtschaft Kaiserslautern (ZAK)
- Aufsichtsratsvorsitzender Wirtschaftsförderungsgesellschaft Stadt und Landkreis Kaiserslautern (WFK)
- Aufsichtsratsvorsitzender Pfälzische Gesellschaft für Arbeitsmarktmanagement (PGA)
- Aufsichtsratsvorsitzender Neue Energie Kaiserslautern GmbH
- Vorsitzender der Regionalvertretung der Planungsgemeinschaft Westpfalz (PGW)
- Vorstandsmitglied Siebenpfeiffer-Stiftung
- Stiftungsratsmitglied Stiftung Naturschutz Kaiserslautern „MAGUNA“
- Mitglied des Vorstands der Zukunftsregion Westpfalz (ZRW)
- Mitglied des Vorstands der Arbeitsgemeinschaft fahrrad- und fußverkehrsfreundlicher Kommunen in Rheinland-Pfalz (AGFFK-RLP e. V.)
- Mitglied des Vorstands Verein „Ärzte-für-die-Westpfalz“
- Verbandsvorsteher Kommunaler Zweckverband zur Koordinierung und Beratung der Eingliederungshilfe und der Kinder- und Jugendhilfe (KommZB)
- Mitglied des Kuratoriums Hochschule Kaiserslautern
- Mitglied Finanzausschuss des Landkreistages (LKT) Rheinland-Pfalz
- Mitglied Sozial- und Gesundheitsausschuss des Landkreistages (LKT) Rheinland-Pfalz
- Mitglied des Landesjugendhilfeausschuss Rheinland-Pfalz
- Mitglied des Landesbeirats für Familienpolitik Rheinland-Pfalz
- Mitglied der Stiftung „Familie in Not“ Rheinland-Pfalz
- Mitglied des Altlasten-Zweckverbands Tierische Nebenprodukte Rheinland-Pfalz
- Mitglied des Zweckverbands Tierische Nebenprodukte Südwest
- Stellvertretendes Mitglied im Fachbeirat für Naturschutz des MUEEF Rheinland-Pfalz

## Veröffentlichungen
- mit Reinhold Mannweiler, Hans Kallenbach: Dienstleistung mit familien- und gesellschaftspolitischem Anspruch. Porträt des Jugendamtes des Landkreises Kaiserslautern. In: Kreisverwaltung Kaiserslautern (Hrsg.): 175 Jahre Landkreis Kaiserslautern. Beiträge zu Geschichte und Gegenwart. Kreisverwaltung, Kaiserslautern 1994, ISBN 3-929054-01-9, S. 238–246.[10]
- Leßmeister, Ralf (2007): Sozialökonomie – Soziale Arbeit im Spannungsfeld von ökonomischen Zwängen und Gutmenschentum. In: DBSH (Deutscher Berufsverband für Soziale Arbeit e. V.), Landesrundbrief 2/2007.
- Leßmeister, Ralf (2008): Jung auf dem Land: Landidylle oder Stadtflair – Sozialraumanalyse zum Freizeitverhalten Jugendlicher. In: Michael May / Monika Alisch (Hrsg.). Praxisforschung im Sozialraum. Fallstudien in ländlichen und urbanen sozialen Räumen. Weinheim/München: Juventa.
- Leßmeister, Ralf (2010): Seelische Behinderung und Sozialraumorientierung. In: Jugendhilfe, 48. Jg., Heft 3/2010, S. 136–143
- Leßmeister, Ralf (2010): Lebenswelten und Hilfeplanung in der Kinder- und Jugendhilfe. Koblenz: Zentralstelle für Fernstudien an Fachhochschulen in Rheinland-Pfalz, Hessen und Saarland (ZFH).